# فريدريش كريستيان دليوس
فريدريش كريستيان دليوس (بالألمانية: Friedrich Christian Delius)‏ (و. 1943 – م) هو كاتب، وشاعر، ومحرر أدبي من ألمانيا . ولد في روما. تعلم في معهد برلين للتكنولوجيا، وجامعة برلين الحرة

## روابط خارجية
- فريدريش كريستيان دليوس على موقع IMDb (الإنجليزية)
- فريدريش كريستيان دليوس على موقع مونزينجر (الألمانية)
- فريدريش كريستيان دليوس على موقع ميوزك برينز (الإنجليزية)
- فريدريش كريستيان دليوس على موقع ديسكوغز (الإنجليزية)
- فريدريش كريستيان دليوس على موقع قاعدة بيانات الفيلم (الإنجليزية)